# 78 (tal)
78 (otteoghalvfjerds, på checks også syvtiotte) er det naturlige tal som kommer efter 77 og efterfølges af 79.

## Inden for videnskab
- 78 Diana, asteroide
- M78, refleksionståge i Orion, Messiers katalog
- Grundstoffet platin har atomnummer 78.

## Eksterne links
- Wikimedia Commons har flere filer relateret til 78 (tal)